# Fulvio Bernardini
Fulvio Bernardini (Roma, 28 de dezembro de 1905 — Roma, 13 de janeiro de 1984) foi um futebolista e  treinador de futebol italiano. Começou jogando como goleiro, depois passou a jogar no meio.

## Carreira

### Clubes
Durante sua carreira como jogador, atuou apenas por quatro clubes, a Lazio, Inter, Roma e M.A.T.E.R..
Depois que sua carreira como jogador terminou, Bernardini tornou-se técnico e treinou a Roma, Vicenza, Fiorentina (campeão italiano na temporada 1955-56), Lazio (campeão da Coppa Italiada temporada 1957-58), Bologna (campeão italiano na temporada 1963-64), Sampdoria e Brescia.

### Seleção Italiana
Ele também estava na equipe italiana que ganhou a medalha de bronze no torneio de futebol nos Jogos Olímpicos de Verão 1928.
E entre 1974 e 1975, ele treinou a Seleção Italiana.

## Ligações Externas
- «Perfil» (em inglês)